# Marinilla
Marinilla è un comune della Colombia facente parte del dipartimento di Antioquia.
Il centro abitato venne fondato da don Juan Duque de Estrada e don Francisco Manzueto Giraldo nel 1690, mentre l'istituzione del comune è del 1787.